# Social Learning
Social Learning [ˈsəʊʃəl ˈlɜː.nɪŋ] (englisch für Soziales Lernen), im Englischen auch Social Pedagogy (Soziale Pädagogik), bezeichnet sowohl eine Lerntheorie als auch die Didaktik, die mit dieser Lerntheorie zusammenhängt. Die grundlegende Idee des sozialen Lernens ist nicht neu. Sie stützt sich in der Lernpraxis ausschließlich auf Gruppenarbeit. Social Learning geschieht vor allem durch die aktive Rolle der Lerner, die sich im Regelfall aus einer Vernetzung im Rahmen einer Gemeinschaft (Community) und ihrer spezifischen Aufgabenstellung ergibt. Dabei kommt den Gestaltungsbedingungen von Gruppen, ihrer Einbindung in eine Sozialstruktur oder Hierarchie, sowie dem konkreten Setting, eine Schlüsselrolle beim Ermöglichen (Enabling) von Social Learning zu. Realisiert wird die notwendige Struktur innerhalb der Gruppen meist über eine Moderation, die im Idealfall neben der Entwicklung der Gruppenmitglieder die Entwicklung der Gruppe insgesamt befördert. Ein Beispiel dafür ist die Themenzentrierte Interaktion nach Ruth Cohn. Aktuell wird Social Learning im Zusammenhang bzw. unter den besonderen Bedingungen der Social Media diskutiert und dabei oft als Konnektivismus oder konnektivistische Lerntheorie bezeichnet.

## Begriffsgeschichte und Definition

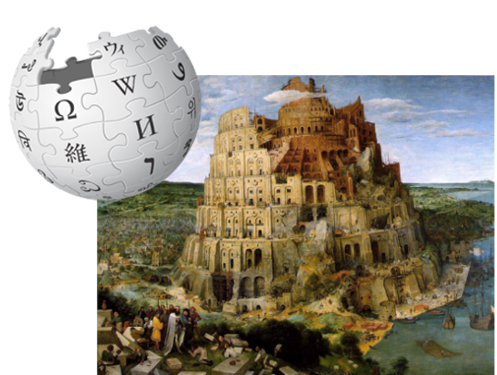
Wikipedia und Wikis als erfolgreiches Beispiel von Social Learning durch aktive Mitarbeit in einer Community. „In der Tat sind die beeindruckendsten kognitiven Leistungen von Menschen […] nicht Produkte allein handelnder, sondern gemeinsam agierender Individuen“

Die Lerntheorie hinter Social Learning ist alt und auch die Didaktik von Gruppenarbeit ist nicht neu. Dabei gibt es eine Vielzahl von unterschiedlichen Konzepten oder Zugängen, die dieses Thema bis heute behandelt und geprägt haben.

### Geschichte des Begriffs
Der Begriff Soziales Lernen kommt aus der Lernpsychologie und wurde erstmals von Julian B. Rotter verwendet. Seine inhaltliche Ausprägung im Sinne einer psychologischen Lerntheorie bekam dieser Begriff durch die Forschungsarbeiten von Albert Bandura, vor allem seiner „Social Learning Theory“ von 1963. Bis heute bestimmt das Lernen am Modell die sozialpädagogische und erziehungswissenschaftliche Rezeption des Sozialen Lernens und die Auslegung der sozialkognitiven Lerntheorie. Hier geht es vor allem um die Betonung des praktischen Lernzieles bzw. der sozialen Kompetenzbildung durch Rollenvorbilder in der Gruppe. Die zentrale Bedeutung der umgebenden Sozialgemeinschaft bzw. der Strukturen der Gruppe für Social Learning wurden vor allem bei der Diskussion um „Communities of Practice“ deutlich. Auch bei der Theorie des situierten Lernens, mit der Betonung der Bedeutungsaushandlung von Wissen in Gruppen, kann von einem Social Learning Zugang gesprochen werden. Schließlich stellen auch verschiedene konnektivistische Ansätze einen spezifischen Zugang zum Social Learning dar. Sie betonen besonders die aktiven Anteile, die Lerner beim Social Learning einbringen und die Bestandteil des Lernprozesses werden.

### Social Learning und Social Media

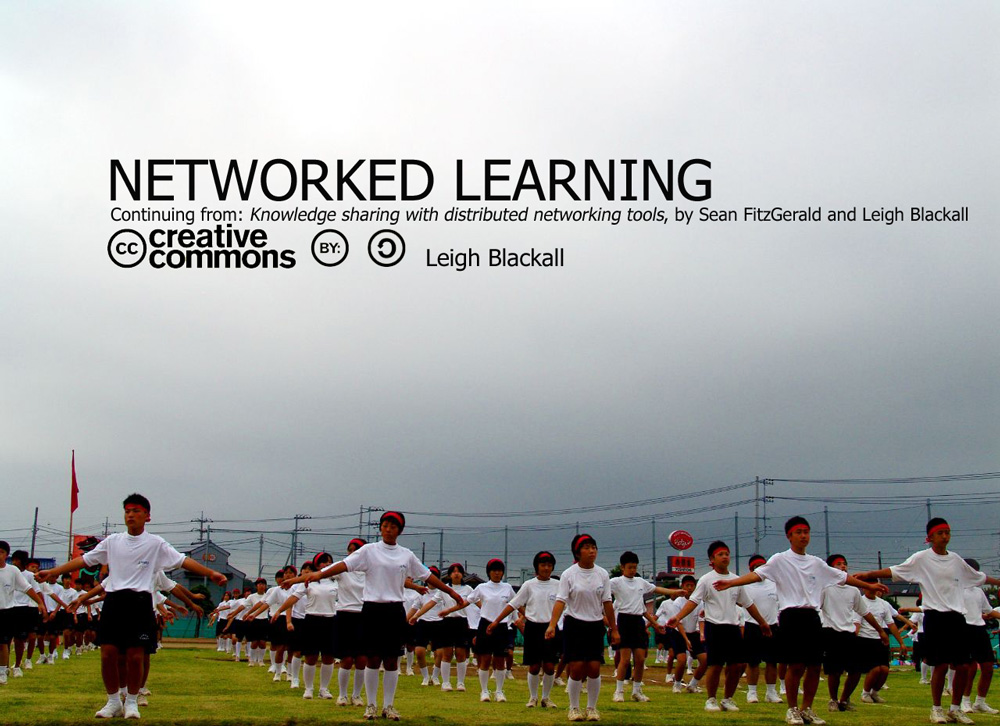
Dieses Bild zeigt die grundlegende Funktion von Social Learning und Social Media im Sinne einer Vernetzung im Rahmen einer Community.

Social Media bzw. etwas allgemeiner Social Software haben viele grundlegende Eigenschaften, die Social Learning befördern können, wie etwa das (Mit-)Teilen von Informationen (Share). Sie stellen deshalb Werkzeuge (Tools) für das gemeinsame Lernen dar und können didaktisch Social Learning ermöglichen. „Aber Social Learning setzt das Nutzen von Social Tools nicht voraus und das Gebrauchen solcher Tools bedeutet nicht notwendig, dass Social Learning stattfindet“.

### Funktionsweise
Die lerntheoretische Eigenständigkeit und Funktionsweise des Social Learning kann man gut am Beispiel des Sprachlernens verdeutlichen. Ontogenetisch geht Sprache dem Einzelnen voraus. Sprache ist also immer schon als gesellschaftliches Kommunikationsmittel vorhanden. Das individuelle Sprachlernen ist Produkt der gemeinsamen Teilnahme an der gesellschaftlichen Lebenspraxis und ihren sozialen Handlungsvollzügen, die wesentlich über Sprache vermittelt werden. Mit der Sprache lernt man schließlich nicht nur eine Art zu sprechen, sondern auch eine spezifische Art zu Denken und damit einen individuellen Wissenskanon. Für das Social Learning gilt aber auch der umgekehrte Prozess: Die jeweilige Sprachgemeinschaft legt durch ihren gemeinsamen Gebrauch die Bedeutung fest. Und konstituiert damit vielfach erst die sozio-kulturelle Wirk-lichkeit. Dieser Umstand ist besonders in der Diskussion um das Lernen in Organisationen starkgemacht worden. Andere plastische Beispiele, insbesondere für die vielen impliziten Wissensanteile, sind der kollaborative Werkzeuggebrauch und schließlich die Enkulturation kultureller Verhaltensweisen.

### Definition

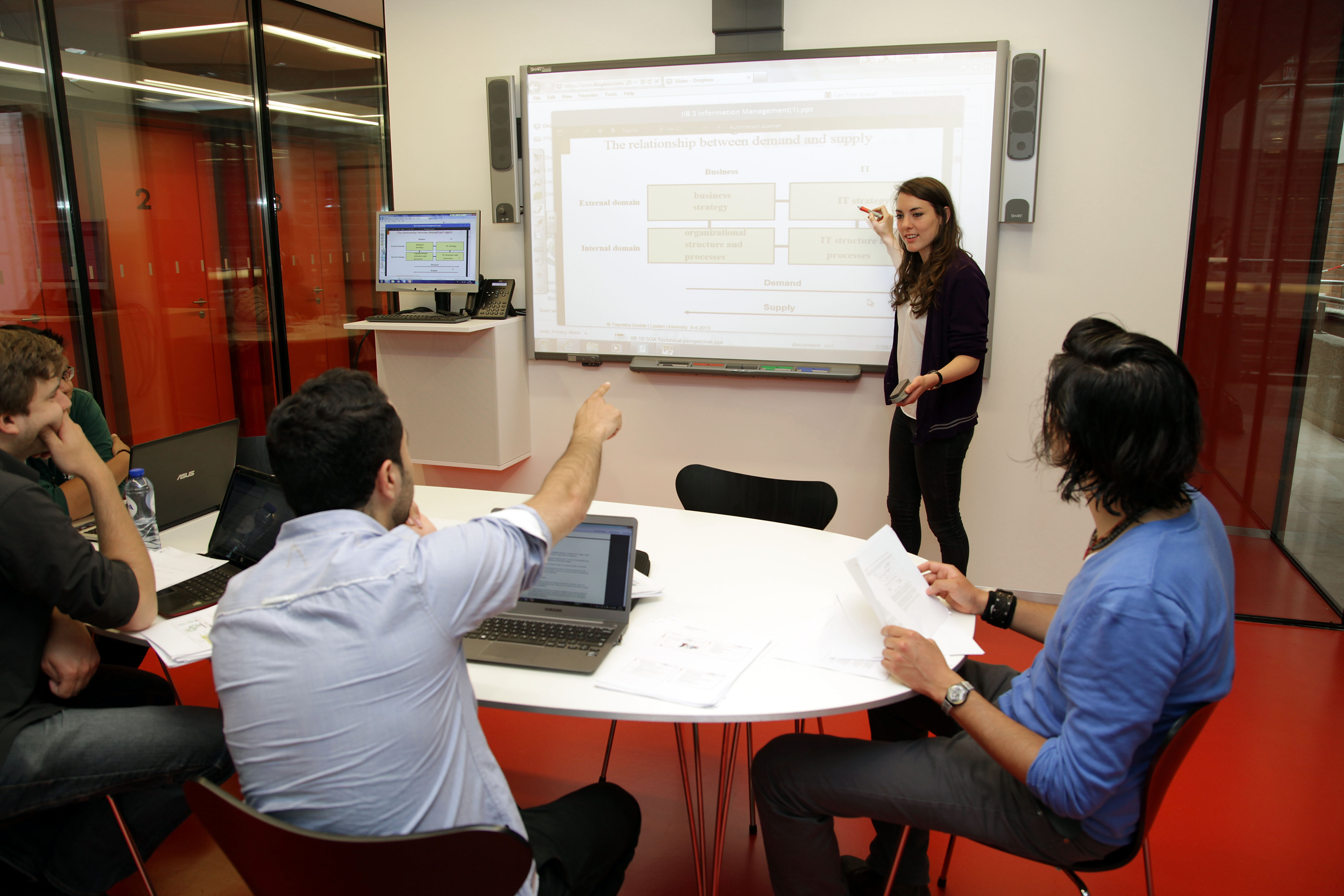
Noch gibt es keine anerkannte Definition von Social Learning. Als Voraussetzung wird jedoch in jedem Fall die Eigenaktivität der Lerner in der Community beschrieben. Darüber werden bestimmte Aspekte des zu lernenden Wissens generiert, die weiter in den Lernprozess einfließen.

Eine wissenschaftliche oder breit geteilte Definition von Social Learning gibt es bisher nicht. Beschrieben werden daher vor allem spezifische Bedingungen, die für ein Social Learning gegeben sein müssen bzw. aus denen sich Social Learning ableiten lässt, wie beispielsweise in der englischsprachigen Wikipedia. Dem gemäß handelt es sich beim Social Learning um ein Lernen, das in einem größeren Rahmen als einem rein individuellen Lernen oder bloßem Gruppenlernen zu sehen ist. Insbesondere mit der Betonung des Stellenwerts der Community geht Social Learning über den Ansatz des Sozialen Lernens hinaus. Social Learning ergibt sich dabei aus der aktiven sozialen Interaktion zwischen Peers im Rahmen eines sozialen Netzwerkes. Es ist als Lerntheorie zu unterscheiden von der Didaktik bzw. den Methoden zum Erreichen eines Social Learning Prozesses, was nicht immer trennscharf gemacht wird.

## Anthropologische Grundlagen

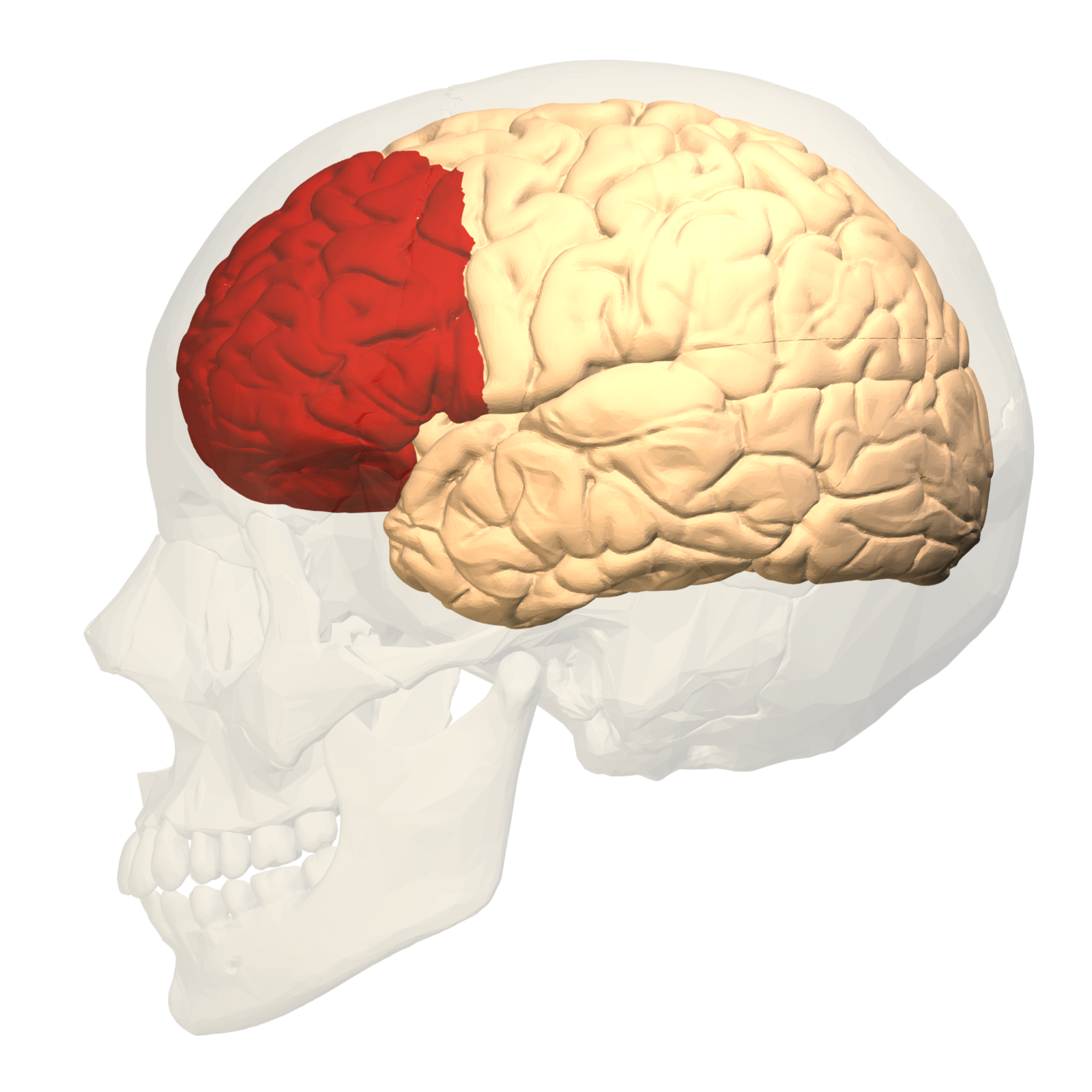
Was sich im Gehirn der Menschen im Laufe der Evolution und im Unterschied zu den nächsten Verwandten am meisten entwickelt hat, ist der präfrontale Cortex. Dieser reguliert die situationsgerechte Handlungssteuerung und die damit verbundenen kognitiven Prozesse. Diese Gehirnregion bildet sich auch individuell am spätesten aus und wird lerntechnisch am stärksten durch Sozialisation und Erziehung ausgeformt.

Anthropologisch geht man davon aus, dass die biologische Ausstattung der Menschen in den letzten ca. 40.000 Jahren keinen weitreichenden Veränderungen mehr unterlag. Dies betrifft auch die neuronale Grundausstattung für das Lernen wie beispielsweise die Aufmerksamkeitssteuerung. Aufmerksamkeit ist mit ihren unterschiedlichen Komponenten eine der wichtigsten Basisleistungen des Gehirns. Höhere kognitive Prozesse wie das Lernen bauen auf intakte Aufmerksamkeitsleistungen auf. Aufmerksamkeit hat im sozialen Kontext damit zu tun, von anderen auf etwas aufmerksam gemacht zu werden – oder andere auf Dinge aufmerksam zu machen. Bei Menschen geht die Aufmerksamkeitssteuerung bis in die biologische Merkmalsausstattung hinein. So ist beispielsweise der weiße Teil des Auges, Sclera oder Lederhaut genannt, etwa drei Mal größer als bei den über 200 Arten nichtmenschlicher Primaten. Dies ermöglicht es Menschen sehr gut, der Blickrichtung anderer Menschen – und damit der Richtung ihrer Aufmerksamkeit – zu folgen. Die „Blickverfolgung“ ist evolutiv in Gruppen entstanden, die kooperativ zusammenarbeiteten und „in denen es für alle von Vorteil war, den Aufmerksamkeitsfokus der Anderen zur Lösung gemeinsamer Aufgaben im wahrsten Sinne des Wortes im Auge zu behalten“. In der biologischen Anthropologie kann man weiter zeigen, dass sich beim Menschen im Laufe der Evolution von allen Gehirnarealen der Neocortex am stärksten entwickelt und um ca. 80 Prozent vergrößert hat. Da der Neocortex auch für soziale Interaktionen, Vernunft und andere kognitive Leistungen verantwortlich ist, legt diese Größenzunahme die Vermutung nahe, dass die Entstehung sozialer Interaktionen unter Menschen eine große evolutive Kraft darstellte.
Die Größenzunahme des Neocortex belegt weiter, dass im Laufe der Evolution die Fähigkeit sozialen Zusammenlebens für das Überleben der einzelnen Menschen immer wichtiger geworden ist. Soziales Lernen legt dabei phylogenetisch den Grundstein dafür, dass sich ontogenetisch durch das Lernen eine individuelle Weiterentwicklung vollziehen kann. Mit anderen Worten: Der Gruppenvorteil wurde zum Vorteil für den Einzelnen. Das bedeutet, dass das Lernen in Gruppen von Anfang an ein wesentlicher Bestandteil menschlicher Lernprozesse war. Die vergleichende Verhaltensforschung hat dabei wichtige Zusammenhänge erkannt und herausgestellt. Ein weiterer zentraler Befund, dass es nämlich einen engen Zusammenhang zwischen Körper, Handlungen und dem abstrakten bzw. theoretischen Denken gibt, häufte sich später auch in der psychologischen Lernforschung. Vor allem die philosophische Anthropologie hat sehr früh auf damit zusammenhängende menschliche Eigenschaften hingewiesen. Die für den Kontext des Social Learning wichtigste Eigenart ist die Notwendigkeit von Gefühle beim Lernen und insbesondere das Phänomen der Empathie, der Weltoffenheit von Menschen, wie es Adolf Portmann formuliert hat. Gegenüber anderen Spezies haben Menschen so die Möglichkeit, die Perspektive anderer einzunehmen und damit Sachverhalte mit anderen Augen anzusehen.

## Lerntheoretische Grundlagen
Social Learning als Lerntheorie hat viele Zugänge und unterschiedliche theoretische Grundlagen. Die wichtigsten Aspekte ergeben sich dabei aus philosophischen Überlegungen (philosophische Anthropologie) sowie aus der Lernpsychologie und Mediendidaktik.

### Kollektive Intentionalität & mutuales Wissen

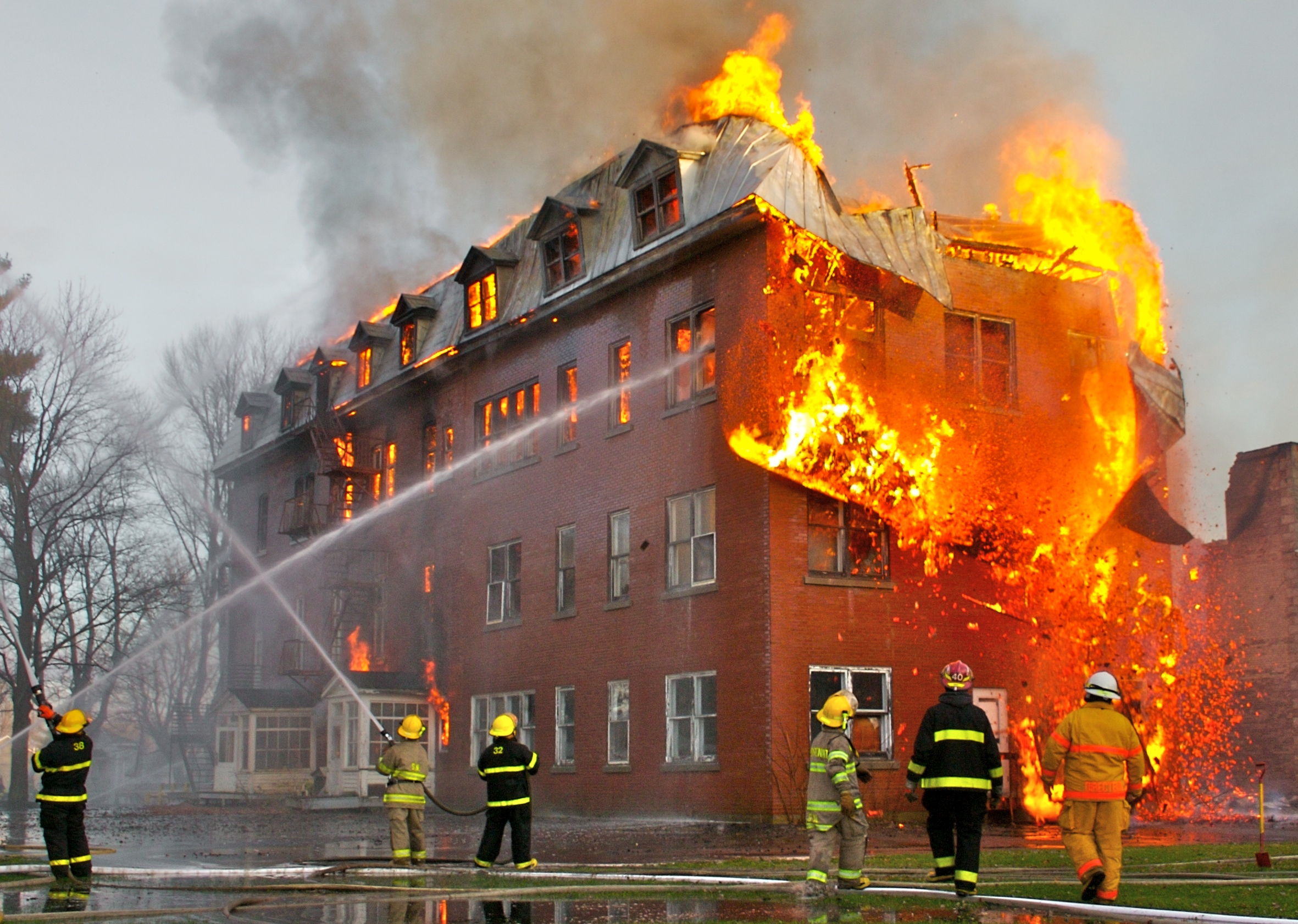
Social Learning am Beispiel einer Beteiligungshandlung wie hier im Bild der Feuerwehr. Die damit verbundene und für Kooperationen charakteristische geteilte Intentionalität ist nicht reduzierbar auf eine Form „Ich tue X + Du tust X“.

Die Kooperationskompetenz von Menschen stellt die anthropologische Grundlagen von Social Learning dar. Die Konzentration und „gemeinsame Aufmerksamkeit“ richtet sich darauf, wie am Beispiel der Feuerwehr im Bild, was für das Erreichen des Zieles notwendig ist. Daraus wird die eigene Perspektive dergestalt abgeleitet, rollenspezifisch den zum Erreichen notwendigen Beitrag, also koordiniert mit den Partnern, Teilschritte zu leisten. Weder bei einer Beteiligungshandlung, noch beim Social Learning kann das Ergebnis einer einzigen bzw. (nachträglich) isolierten Person zugeschrieben werden. Eine Beteiligungshandlung muss „immer zwei oder mehreren Personen zugleich zugeschrieben werden […], um überhaupt stattzufinden“. Notwendig hierfür ist etwas, das Michael Tomasello (2010) mutualen Wissen und kollektive Intentionalität nennt. Diese Art der Kompetenzbildung ist erst im Rahmen von Problemlöseprozessen und mutualen, also wechselseitigen Handlungen zu beobachten und unterscheidet sich im Erwerb, also lerntheoretisch, deutlich vom Imitationslernen oder auch gegenüber einem Reiz-Reaktions-Lernen. Mutuales, also gegenseitiges Wissen dagegen stellt oft ein implizites Wissen dar und ist erst über Reflexionen auf die Handlungen in der Gruppe zugänglich. Es ist die Grundlage der „Weisheit der Vielen“ und des Lernens in Organisationen anhand der dortigen Prozesse (Lernende Organisationen).
Der Philosoph John Searle untersucht das Phänomen der gemeinsamen Intentionalität in Bezug auf die Kommunikationsfähigkeit von Menschen. Über die gemeinsame Intentionalität und Sprache ist es Menschen schließlich möglich, Wirklichkeit nicht nur zu erschließen, sondern über die dabei entwickelten Begriffe zum Teil überhaupt erst zu konstituieren. Social Learning betont diesen kreativ-aktiven Prozess, den Gruppen bei der Generierung von Wissen haben (können).

### Social Learning Theorie
Der Psychologe Albert Bandura legte bereits früh eine sehr weit gehende soziale Lerntheorie vor, in der er schrieb: „Glücklicherweise können Menschen großartig von der Erfahrung anderer profitieren“. Nach seiner Auffassung ist Lernen ein kognitiver Prozess, der sich im sozialen Kontext einfach beobachten lässt. Lernen geschieht für ihn durch das „bloße“ Beobachten existierender Normen in Gruppen, also beispielsweise durch Belohnung von Handlungen und/oder Bestrafung von deren Folgen. Gerade „komplexe Verhaltensweisen […] können ausschließlich durch den Einfluss von Modellen“ erklärt werden. Durch die Verbindung der Aspekte eines Verhaltenslernens mit dem eines kognitiven Prozesses stößt er tatsächlich eine Weiterentwicklung der klassisch behavioristischen Lerntheorien an. Das „Lernen am Modell“ über sprachliche Instruktionen, bei dem das zu Lernende noch nicht einmal gesehen werden muss, ist als sozialkognitive Lerntheorie die heute noch aktuelle Schlussfolgerung aus Banduras Überlegungen.

### Communities of Practice

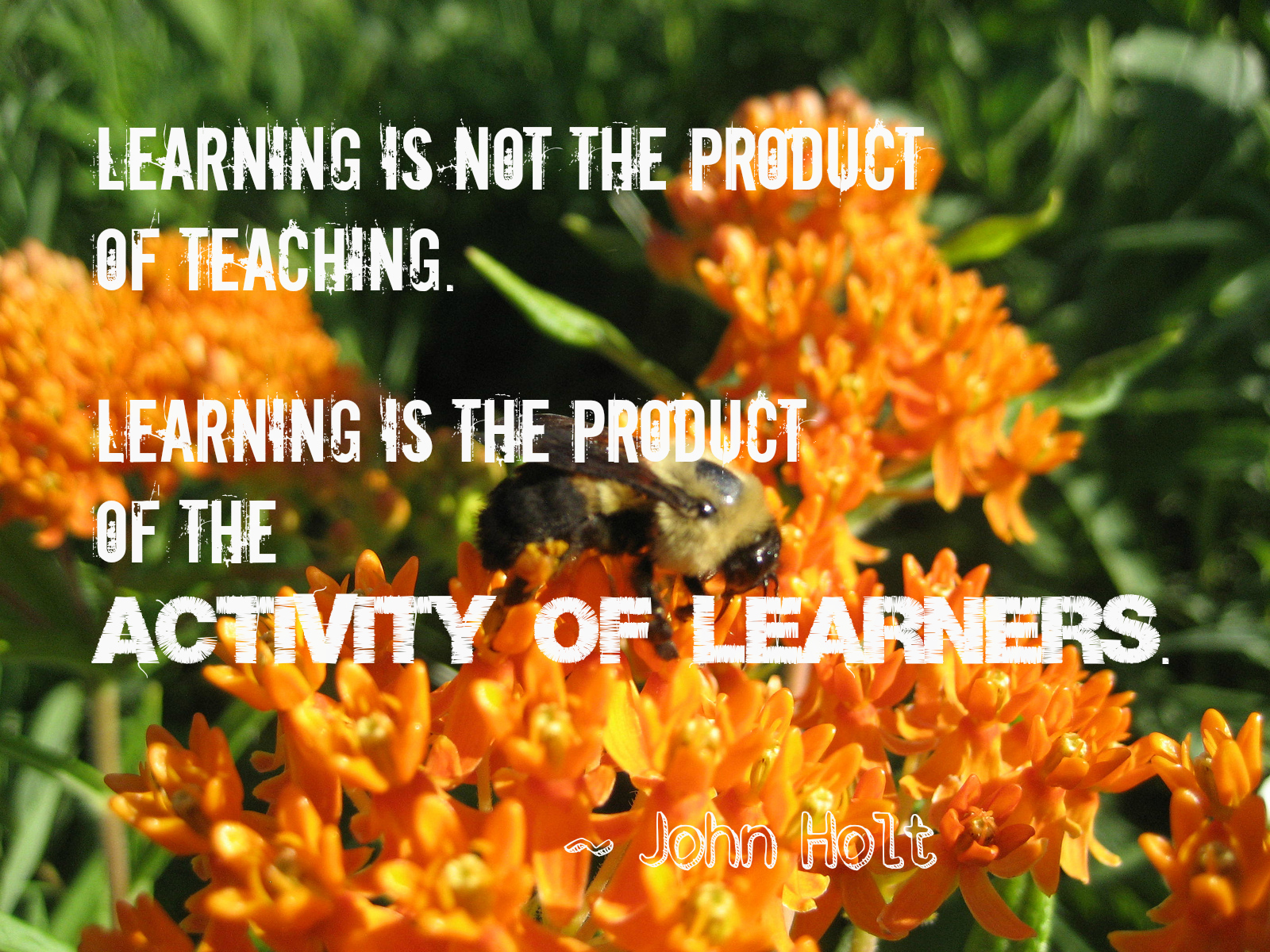
Der amerikanisch Pädagoge John Caldwell Holt formulierte in seinen Thesen, dass das (gemeinsame) Lernen auch eine Aktivität der jeweiligen Lerner ist.

Eine Community of Practice bezeichnet eine Gruppe, die sich fortlaufend gemeinsam einer Aufgabe bzw. Herausforderung stellt und dabei kommunikativ und wechselseitig (mutual) Sinn konstruiert. Eine Community of Practice ist eine Gruppe in der persönliche Vorhaben wertgeschätzt und gemeinsam verfolgt werden. Die Mitglieder partizipieren darüber, dass ihre spezielle Fähigkeit wechselseitig als Kompetenz anerkannt wird. Sie werden in der Organisationsliteratur schon sehr lange als Beispiel kollaborativen Lernens und Arbeitens genannt. Sie haben insbesondere im Kontext von Unternehmen eine besondere Bedeutung gewonnen. Funktionierende Communities of Practice haben gezeigt, dass die Zusammenarbeit im Rahmen einer Gemeinschaft, speziell auf der Ebene von Gruppen und Teams, für den Wissenserwerb und die Weitergabe von Wissen in Organisationen entscheidend ist. Sie sind insofern und von Anfang an zutiefst ein Ausdruck kollaborativen Lernens.

### Situiertes Lernen und Sinnkonstruktion
Die Aushandlung von Sinn und der Kontext des Lernhandelns, der immer vorhanden ist, stehen im Zentrum dieses Ansatzes. Wissen wird in diesem Zusammenhang „nicht von einem Kopf in einen anderen kopiert, sondern eine Externalisierung (Verschriftlichung, Visualisierung) wird interpretiert und konstruktiv angeeignet“. Sowohl die symbolische Weitergabe von Wissen, als auch die Re-Konstruktion sind nur unter der Maßgabe einer Bedeutung möglich. Im Ansatz des situierten Lernens wird dieser Sinn im Rahmen der Gruppe in sozialen Interaktionen „ausgehandelt“ (Bedeutungsaushandlung). Die sozialen Kontakte stellen dabei nicht nur die Möglichkeit dar, eigene Erfahrungen zu machen, sondern auch, die Umwelt zu prägen.

### Lehrende Lerner
Der Pädagoge Paulo Freire betont in seinen Werken, dass jedes Lernen als „Lernen in Beziehungen“ stets eine soziale Praxis darstellt. Lernen ist dabei kein bloßes Rezipieren, sondern ein aktives und prozessuales Entwicklungsvermögen von Menschen. Die Beziehungen, die sich in Gruppen und Communities ergeben, sind für ihn dabei sowohl „pädagogisch gehaltvoll“, als auch von konkreten sozialen Strukturen (bspw. Machtstrukturen) geprägt. Reflexion und Aktion, Analyse und Dialog waren für ihn die didaktischen Mittel, die einen Freiheit eröffnenden Lernprozess für die Beteiligten ermöglichen sollten. Sein Blick richtet sich von da aus vor allem auf die andere Seite des Lernens, zumindest was menschliche Lernpraxis ausmacht: das Lehren. Das Wissen, das sich die Lerner in der Praxis aneignen, kann wiederum für Lehrprozesse genutzt werden. In den Worten von Freire: „Wer lehrt, lernt beim Lehren, und wer lernt, lehrt beim Lernen“. Das ist der Kontext, der die eigene Aktivität der Lernenden im Rahmen von Social Learning in den Fokus rückt.

## Social Learning in der Praxis
Die anthropologische Entstehungsgeschichte der Fähigkeiten von Menschen zum sozialen Lernen verdankt sich dem Umstand des gemeinsamen, das heißt kollaborativen Zusammenarbeitens. In der Konsequenz heißt das, dass Social Learning sowohl einen privilegierten Lernprozess darstellt, als auch normal und weit verbreitet ist. Für die Bildungspraxis interessant ist nun die Frage, inwiefern Social Learning systematisch genutzt werden kann und welche Bedingungen dazu jeweils in der Lebenswelt, aber auch Institutionen und Organisationen gegeben sein müssen.

### Social Learning in der (digitalen) Lebenswelt

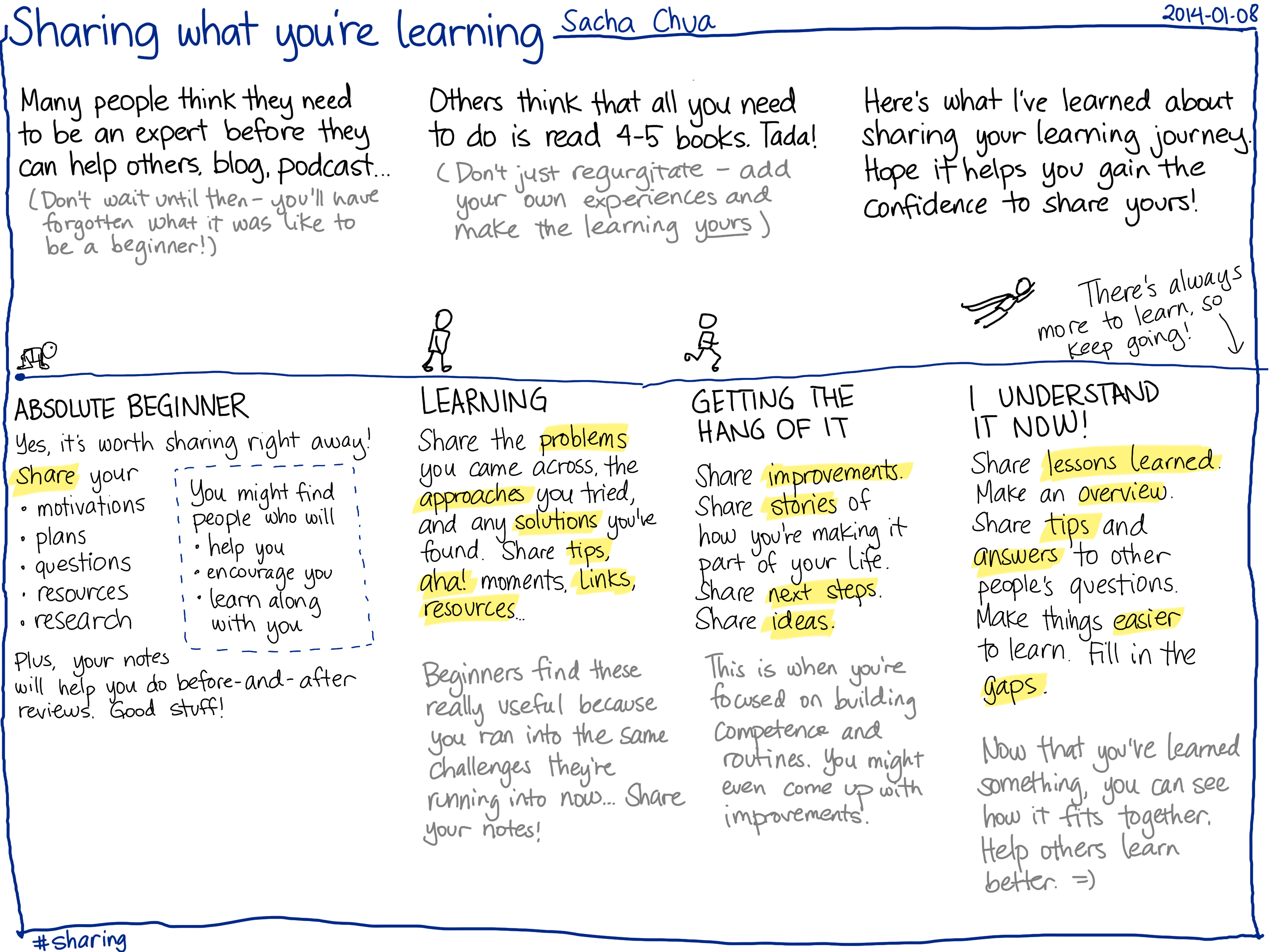
Eine ganz besondere Eigenschaft von Social Learning gründet in der Lebenswelt: Das Teilen und sich damit Mit-Teilen. Auch, was das Lernen betrifft.

Social Learning, soweit kann man sicher konstatieren, ist ein ganz alltäglicher und normaler Lernprozess, der sich in der Alltagswelt oft genug unbewusst abspielt. Für Menschen sind Sachverhalte in der Regel immer schon interpretierte Tatsachen. Die Erfahrungen, die aufgrund des Handelns in der Lebenswelt gemacht werden, ermöglichen es, auf Sinnzusammenhänge zu verweisen und Deutungsmuster zu entwickeln. Seine Stärke wurde vielfach beschrieben und die Dynamik ist wesentlicher Aspekt der Disziplin Gruppendynamik. Bereits sehr früh hat der enorme Erfolg der Social Media und von Web 2.0 Anwendungen die Frage danach aufkommen lassen, was deren alltägliches Erfolgskriterium sein könnte. Insbesondere der Faktor des Zusammenschlusses in Netzwerken, wie etwa in Facebook oder beruflich im Rahmen von LinkedIn, evoziert die Frage nach dem Zusammenhang mit Social-Learning. Social Media sind pädagogisch (bzw. didaktisch) besonders gut geeignet, Social Learning zu ermöglichen,
- weil sie (mittlerweile) technisch ohne besondere Voraussetzungen zu bedienen sind und
- durch die Digitalität leicht für viele Menschen skalierbar bzw. durch sie zu nutzen sind.[Zitat 6]

Hauptsächlich jedoch ist Social Learning deshalb so gut über sie zu ermöglichen, weil sie das (alte bzw. analoge) Konzept des sozialen Zusammenlebens und Austauschs auf eine einfache Art ermöglichen. Das Partizipieren der Gruppenmitglieder beim Lernen gilt vor allem in Bezug auf das Mit-teilen (sharen) von Informationen und das aktive Beitragen zum Wissenspool durch eigene Wissensanteile. „Die Stärke dieser Art von Software liegt darin, dass sie alle in den Prozess einbezieht, der gruppenbasiertes Sammeln von Wissen und von Artefakten, die von spezifischem Interesse für die Lerncommunity sind, ermöglicht“.

### Social Learning in der Hochschulbildung

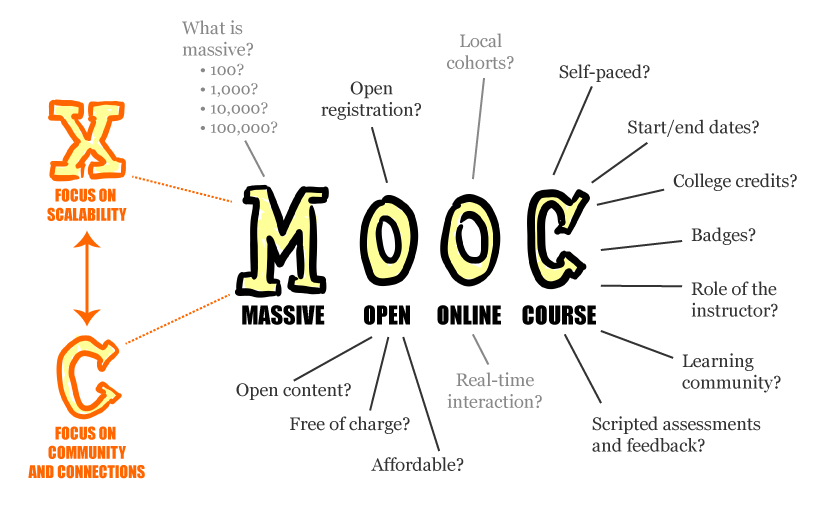
Insbesondere die konnektivistischen Varianten von cMOOCs haben die Debatte zu Social Learning im universitären Kontext befeuert.

Als besonders wichtige Variante digitalisierter Wissensvermittlung und der kollaborativen Wissenserzeugung werden im Kontext von Hochschulen und Universitäten mittlerweile die “Massive Open Online Courses” (MOOCs) betrachtet. Die angelsächsischen Diskussionen zum Einsatz von MOOCs, insbesondere in einer konnektivistischen Variante, haben dabei die Auseinandersetzung um Social Learning enorm befeuert und positiv befruchtet. Werden Teilnehmer im Rahmen eines (konnektivistischen) cMOOC aktiv, dann wird zum zentralen Kursziel, dass sie selbst Beiträge erstellen, die dem Kurs (oder der Vorlesung) beispielsweise in Form von Blogs, Tweets, Videos oder Podcasts zur Verfügung stehen. Dadurch, dass diese teilnehmergenerierten Kursinhalte im weiteren Verlauf kommentiert, diskutiert, abgewandelt oder auch erweitert werden können, entsteht eine enge Verzahnung – und damit Lerncommunity – zwischen Lernenden, deren kommunikativer Inhalte, dem Lerngegenstand und schließlich auch der Lehrenden (Vernetzung bzw. Netzwerk). Bemerkenswert ist daran, dass damit in einem Kernbereich universitärer Lehre bzw. von Hochschulbildung, nämlich der Vorlesung, die Wende hin zum Social Learning eingesetzt hat.

### Social Learning im organisationalen Kontext

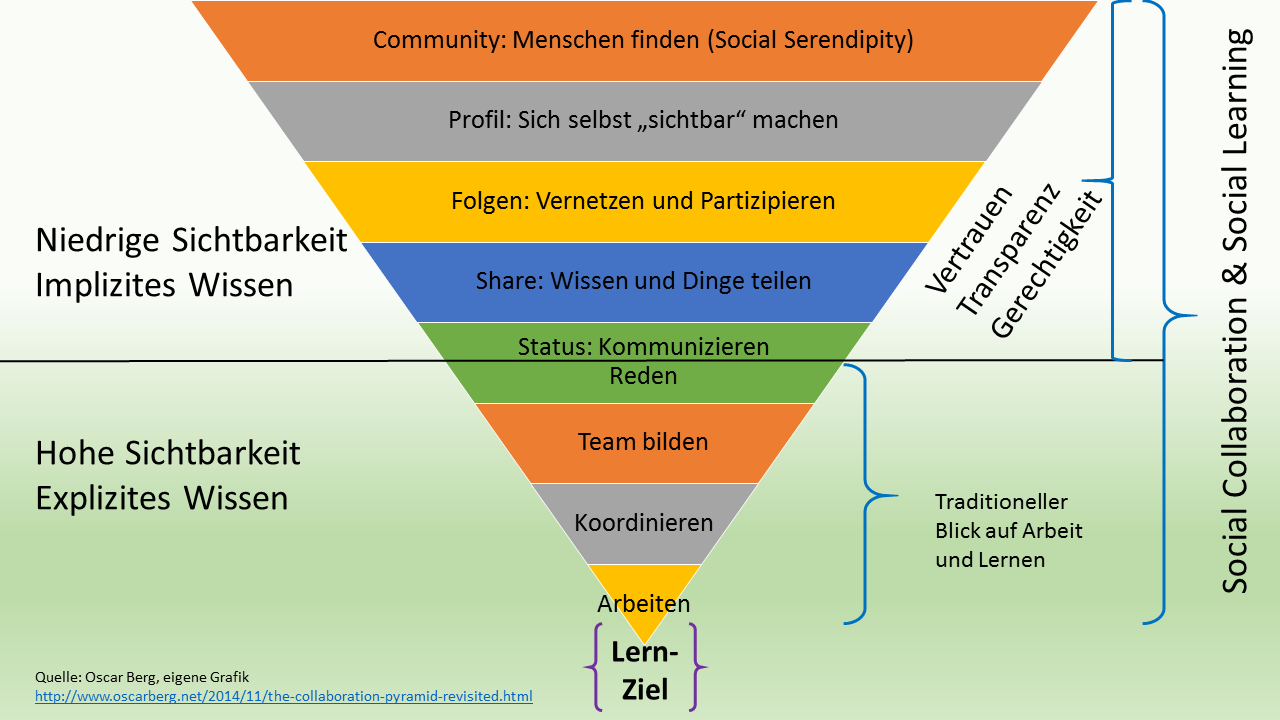
Mit dieser Grafik wird der Zusammenhang zwischen Social Learning, Social Collaboration sowie implizitem und explizitem Wissen gezeigt.

Die im Moment im Unternehmenskontext stark favorisierte Form der Zusammenarbeit über Social (Collaboration) Plattformen bzw. Social Software hat die gleiche Wurzel – und die gleiche Wirkung – wie Social Learning. Mit der Einführung wird nun versucht, die positiven Effekte, welche sich in der Zusammenarbeit über die Social Media leicht realisieren lassen, auf die Arbeitsorganisation und vor allem das Lernen in Organisationen zu übertragen. Aufgrund der Funktionsweise, die relativ ausschließlich an Gruppen und Teams geknüpft ist, gilt es notwendigerweise, die entsprechenden Rahmenbedingungen von Social Learning zu berücksichtigen. Social Collaboration Plattformen vereinen bzw. re-integrieren rein technisch eine Spaltung, die von einem sehr eingeschränkten Verständnis von Arbeit im Sinne einer Trennung von Hand- und Kopfarbeit (Taylorismus) ausgegangen ist. Sie heben diese arbeitsorganisatorische Trennung jedoch nicht automatisch im Sinne echter Zusammenarbeit und Kommunikation darüber auf. Dennoch – und hier schließt sich der Kreis zur Entstehungsgeschichte von Social Learning – als konsequente Fortführung der Arbeits-, Kommunikations- und vor allem der Lernprozesse von Gruppen sehen. Dabei muss eine Social Collaboration in Organisationen um die Prozesse und Gruppen herum organisiert – und damit aus der Hierarchie herausgelöst – werden. Dann stellt Social Learning, speziell über Communities of Practice, die Basis dafür dar, was im Bereich der Organisationsliteratur und -wissenschaft als Lernen in Organisationen oder Lernende Organisation bezeichnet wird.

### Zur Didaktik des Social Learning
Social Learning ist auch im Bereich der Didaktik etablierte Praxis, insbesondere Ansätze für Gruppenarbeit sind in der Pädagogik historisch tief verwurzelt. Neu ist jedoch die Reflexion auf die Möglichkeiten, die gerade Social Media und Social Software in diesem Kontext bieten. Die wichtigste didaktische Aufgabe besteht darin, für den jeweiligen Lehr- und Lernkontext eine echte Gruppe oder Community zu bilden. Damit die Gruppenmitglieder ihre Erfahrungen, Sichtweisen und auch Kompetenzen bei der Bearbeitung bzw. dem Lernen eines Themas einbringen, sind hierfür elementare Schritte notwendig:
- Autonomie: Die richtige Aufgabenstellung. Sie darf sich nicht nur auf formale Vorgaben, wie etwa das Bearbeiten eines Themas beziehen. Eine adäquate Aufgabenstellung liegt erst dann vor, wenn es den Gruppenmitgliedern erlaubt ist, eigenständig über die Perspektive des Inhalts, den Prozess der Erstellung, beispielsweise im Sinne einer Arbeitsteilung, sowie die Wahl der Mittel, beispielsweise das Schreiben in einem Wiki, zu entscheiden.
- Zeit und zeitliche Freiräume. Sowohl für die Gruppenprozesse, als auch für die Erstellung der Inhalte müssen zeitliche Freiräume gewährt werden. Das bedeutet vor allem, dass es einen entsprechenden längeren Zeitraum für die Konsolidierung und Arbeit der Gruppen gibt. Daneben aber auch, vor allem für die Gruppenmitglieder, dass sie die Zeit für die Bearbeitung frei einteilen können. Hier spielen die Social Media ihre volle Stärke aus.
- Partizipation: Ergebnisse be- und verarbeiten. Social Learning lebt davon, dass die Teilnehmer eigene Beiträge erstellen. Die Eigenaktivität ist dabei nicht nur ein aktivierendes Element, sondern produziert auch Ergebnisse. Entscheidend ist, dass die erarbeiteten Ergebnisse im weiteren Verlauf in den Lehr- / Lernprozess mit einfließen können. Im Idealfall tun sie das, indem man auf die erarbeiteten Ergebnisse aufbauen und mit den Ergebnissen weiter arbeiten kann. Mindestens jedoch müssen die Ergebnisse präsentiert werden können. Dazu gehört normalerweise auch die Bedingung, über das gewünschte Thema abstimmen zu lassen, damit die Motivation besteht, den Stoff zu erarbeiten.
- Vertrauen: Identitätsbildung und Rollenfindung. Das gegenseitige Kennenlernen ist ein besonders wichtiges Ereignis im Sinne der Vertrauensbildung im Rahmen eines Social Learning. Die dabei erfolgende Identitätsbildung bzw. -präsentation kann auch über ein digitales Profil organisiert werden. Eine pseudonyme Identität muss jedoch stabil und wiedererkennbar sein. Letztlich entwickeln die Teilnehmer sich auch aufgrund der Aktivitäten in der Gruppe ein Bild über den „dahinter“ liegenden Menschen.
- Struktur: Moderation ist wichtig. Im Rahmen der autonomen Arbeit in den Communities können sich auch handfeste Konflikte entwickeln. Diese sind unbedingt zu regeln, da die Gruppe ansonsten nicht mehr arbeitsfähig ist. Doch nicht nur der Fall der Konfliktregelung ist Anlass dafür, den Gruppen eine Moderation durch ein Gruppenmitglied vorzuschlagen. Es ist generell notwendig darauf zu achten, dass die richtigen Strukturen für die Arbeit von Gruppen gegeben sind. Eine empfehlenswerte Methodik für die Moderation ist die Themenzentrierte Interaktion.

## Zitate und Einzelnachweise
1. ↑  Derzeit wird vielfach das Social Learning mit den Social Media oder mit einem Lernen „unter Verwendung von Social-Media-Tools“ gleichgesetzt. Siehe hierzu beispielsweise Steinhübel 2015, S. 114.
2. ↑  So insbesondere Siemens 2005.
3. ↑  Tomasello 2010, S. 13.
4. ↑  Boroditsky 2011.
5. ↑  Vgl. dazu auch Keller, 2. Auflage, 1989.
6. ↑  Sieh hierzu Reed et al. 2010.
7. ↑  Tomasello 2010, S. 66.
8. ↑  Vgl. hierzu Sterelny 2008.
9. ↑  So bspw. Boroditsky & Ramscar 2002 oder Boroditsky 2011.
10. ↑  Genauer geht es darum, dass ohne Emotionen keine (neuen) Gedächtnisinhalte gespeichert werden können, wie man anhand von Läsionsstudien zeigen kann.
11. ↑  Rakocy & Tomasello 2008, S. 3
12. ↑  Janich 2013, S. 509, Hervorhebung im Original.
13. ↑  Das klassische Beispiel hierfür ist in der Sprachphilosophie das Beispiel einer Farbe. So konstituiert beispielsweise das Wort Magenta eine spezifisch getönte rötliche Farbe. Vgl. hierzu Keller, 2. Auflage, 1989 und Boroditsky 2011.
14. ↑  Bandura 1971, S. 24; eigene Übersetzung.
15. ↑  Bandura 1971, S. 5; eigene Übersetzung.
16. ↑  North, Franz & Lembke 2004
17. ↑  vgl. Wenger & Snyder 1999
18. ↑  Ballstaedt 2005, S. 1.
19. ↑  Freire, 2. Auflage, 2013, S. 25.
20. ↑  Gewählt wurde der Begriff privilegiertes Lernen in den Neurowissenschaften für die Fähigkeit eines Lernens aufgrund genetischer bzw. neurophysiologischer Grundlagen. Die Beschreibung bezieht sich dabei darauf, auf welche Art und Weise dieses Lernen stattfindet, beschreibt also den Lernprozess selbst.
21. ↑  Vgl. hierzu Schütz & Luckmann 1975.

Zitate:
1. ↑  “However, social learning doesn’t represent a single methodology so much as a range of approaches” (Measham 2012, S. 1469).
2. ↑  "However, although social tools takes can make learning a more powerful experience, social learning doesn’t demand the use of social tools, and the use of such tools doesn’t necessarily mean social learning will take place" (Hart 2014, S. 13).
3. ↑  “Social learning is learning that takes place at a wider scale than individual or group learning, up to a societal scale, through social interaction between peers” irgendwo in der englischsprachigen Wikipedia.
4. ↑  “We emphasize the need to distinguish social learning as a concept from the conditions or methods that may facilitate social learning” (Reed et al. 2010).
5. ↑  „Privilegiertes Lernen liegt dann vor, wenn durch biologische Entwicklungsprogramme festgelegt ist, durch welche Umweltbedingungen bestimmte Lernprozesse ausgelöst werden und auf welche Weise diese Lernprozesse anschließend ablaufen“ (Schumacher 2006, S. 178).
6. ↑  Damit soll keine Relativierung der Problematik gemacht werden, dass die Zugangsbedingungen zu den Sozialen Medien im Sinne einer digitalen Spaltung der Gesellschaft nach wie vor eine wichtige Rolle spielen.
7. ↑  “The power of this kind of software is that it includes all in the process of creating group based collections of knowledge, and artefacts that are of specific interest to the learning community” (Wheeler 2008, S. 5).